# 雅楽 (朝鮮)

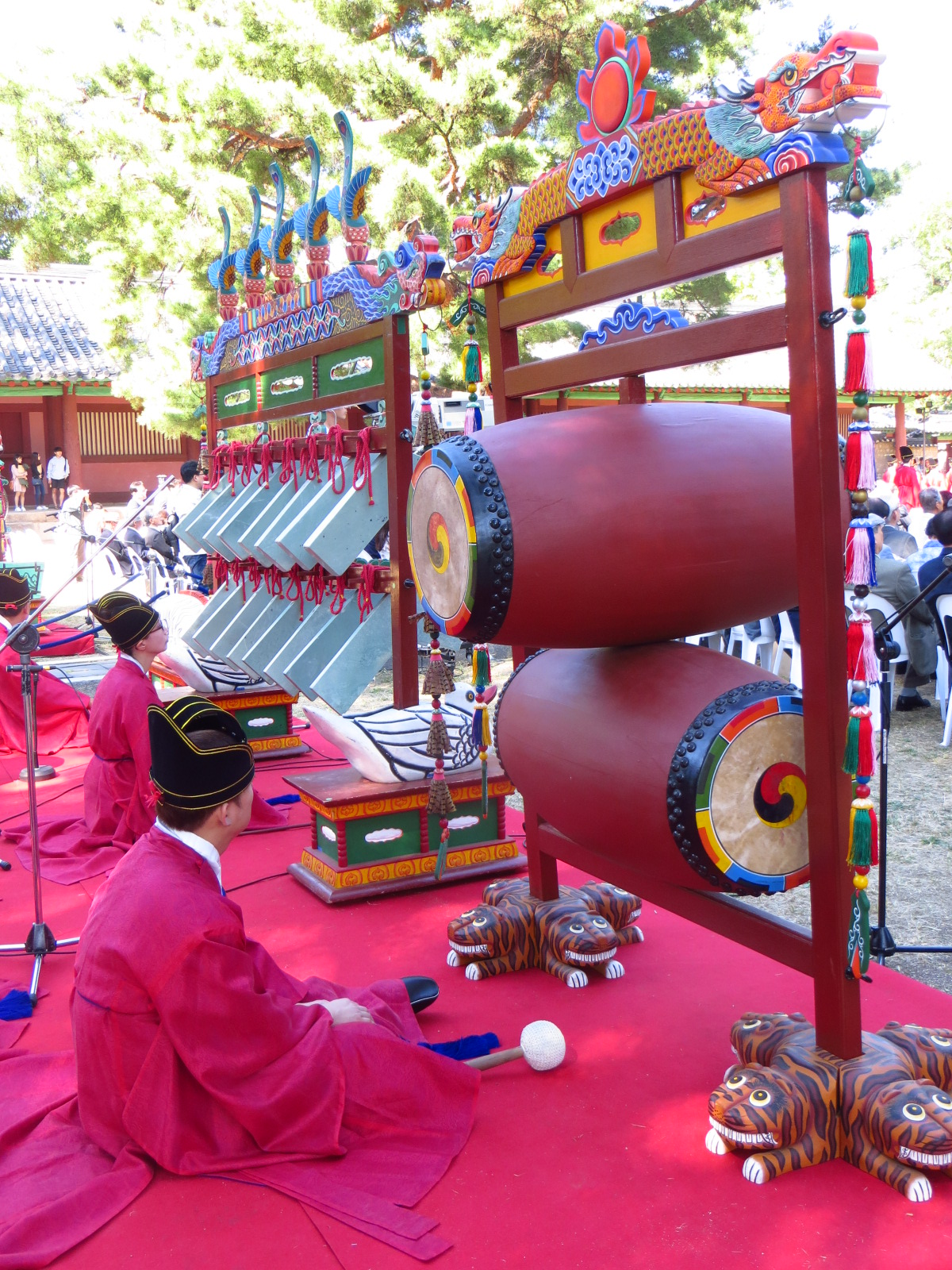
成均館での演奏

朝鮮半島における雅楽（アアク、朝鮮語: 아악）とは、中国から伝来した雅楽をもとにした、祭礼などにおいて用いられる音楽をいう。

## 概要
現在の大韓民国の分類では、伝統音楽を総称して「国楽」といい、これを宮中や知識階層の間で演奏された「正楽」と一般庶民の「民俗楽」に分ける。雅楽は正楽のうち中国を起源とする宮廷音楽をいう。おなじ中国起源でも中国の民俗楽に起源するものは「唐楽」といって区別される。ただし、歴史の項で見られるように国立国楽院が李王職雅楽部を母体としているため、国楽が雅楽の別名のように使われることもある。
主要な雅楽は祭礼楽で、文廟楽と宗廟楽がある。文廟楽は孔子廟の祭礼（釈奠）の音楽で、古い楽器である編鐘、編磬、敔、柷、鼗、節鼓などの打楽器、籥、篪、篴、塤、簫などの管楽器、琴、瑟などの弦楽器が用いられる。宗廟楽は宗廟祭礼祭の音楽で、文廟楽の楽器のほかに方響、杖鼓、路鼗、拍などの打楽器、大笒、太平簫、觱篥などの管楽器、牙箏、奚琴、玄琴、伽耶琴などの弦楽器が使用される。しかし現行の編成ではこのうちいくつかの楽器は使用されない。ほかに宴礼楽と軍礼楽がある。

## 歴史
『三国史記』には、新羅の文武王の4年（664年）に唐楽を学ばせたという記事が見える。また、『宋史』によると高麗時代に北宋の徽宗が制定した大晟楽が伝来したらしい。しかし実際の音楽の詳細は不明である。
朝鮮の世宗は朴堧（ぼくぜん、1378-1458）を挙用し、高麗時代に渡来した宋楽を整理させ、また唐代の雅楽の研究・復古を行わせた。このときに宮廷音楽の基礎が定まったとされるが、朴堧による改革の詳細は不明である。
成宗のときに『楽学軌範』（1493年）が編纂された。宮中音楽について詳細がわかるのはここからである。しかし、その後文禄・慶長の役と女真の侵入によって国力が消耗し、雅楽は縮小した。成宗の時代には55種類という多数の楽器が使われていたが、1630年の『御製宮園儀』では25種類に楽器が減っている。高宗は世宗時の盛大さを復活させようとして楽人の数が数百人に達し、八佾の舞を行ったが、大韓帝国が倒れると宮廷音楽は衰微した。
宮中の音楽を司る機関としては、『三国史記』に新羅の真徳女王5年（651年）に音声署が置かれたという記事が見える。高麗には大楽署あるいは典楽署があったが、恭譲王3年に雅楽署を加えた。朝鮮初期にはさまざまな官署があったが、のちに掌楽署に一元化された（睿宗時に掌楽院と改名）。1894年に掌楽院は掌礼院に統合された。
大韓帝国時代の宮内府は日本統治時代の朝鮮では日本の宮内省管轄下の李王職に改編されて引きつがれたが、その規模は縮小された。李王職に所属する雅楽隊（1925年からは雅楽部）が雅楽を管轄した。もともと行事ごとに異なる楽師が配置され、世襲だったが、韓国併合後は宮中の行事も縮小され、一般公募による楽師がいくつかの役割を兼ねるようになった。1919年には雅楽部員養成所が設置された。この時代にはまた盛んに採譜が行われ、1928年からラジオ放送されるようになった。SPレコードも93枚が出された。1924年には併合15周年を記念して京都で公演を行った。1940年には紀元二千六百年記念行事のために「皇化萬年之舞」「皇化萬年之曲」が作られた。
大韓民国では李王職雅楽部を母体として伝統音楽全般を司る国立国楽院が1951年に創立され、雅楽はこの機関が扱う。